# Osceola County (Florida)
Das Osceola County ist ein County im Bundesstaat Florida der Vereinigten Staaten. Der Verwaltungssitz (County Seat) ist Kissimmee.

## Geographie
Das County hat eine Fläche von 3901 Quadratkilometern, wovon 478 Quadratkilometer Wasserfläche sind. Es grenzt im Uhrzeigersinn an folgende Countys: Brevard County, Indian River County, Okeechobee County, Polk County und Orange County. Zusammen mit den Countys Lake, Orange und Seminole bildet das County die Metropolregion Greater Orlando.

## Geschichte
Das Osceola County wurde am 12. Mai 1887 aus Teilen des Brevard County gebildet. Benannt wurde es nach dem Indianerhäuptling Osceola. Sein Name bedeutet so viel wie Sänger des schwarzen Getränks.

## Demografische Daten
Nach der Volkszählung im Jahr 2010 lebten im Osceola County 268.685 Menschen in 127.764 Haushalten. Die Bevölkerungsdichte betrug 78,5 Einwohner pro Quadratkilometer. Ethnisch betrachtet setzte sich die Bevölkerung zusammen aus 71,0 % Weißen, 11,3 % Afroamerikanern, 0,5 % Indianern und 2,8 % Asian Americans. 10,4 % waren Angehörige anderer Ethnien und 4,1 % verschiedener Ethnien. 45,5 % der Bevölkerung bestand aus Hispanics oder Latinos.
Im Jahr 2010 lebten in 41,6 % aller Haushalte Kinder unter 18 Jahren sowie 23,6 % aller Haushalte Personen mit mindestens 65 Jahren. 75,7 % der Haushalte waren Familienhaushalte (bestehend aus verheirateten Paaren mit oder ohne Nachkommen bzw. einem Elternteil mit Nachkomme). Die durchschnittliche Größe eines Haushalts lag bei 2,93 Personen und die durchschnittliche Familiengröße bei 3,30 Personen.
29,3 % der Bevölkerung waren jünger als 20 Jahre, 27,0 % waren 20 bis 39 Jahre alt, 27,7 % waren 40 bis 59 Jahre alt und 16,1 % waren mindestens 60 Jahre alt. Das mittlere Alter betrug 36 Jahre. 49,0 % der Bevölkerung waren männlich und 51,0 % weiblich.
Das jährliche Durchschnittseinkommen eines Haushalts betrug 44.887 USD, dabei lebten 16,0 % der Bevölkerung unter der Armutsgrenze.
Im Jahr 2010 war englisch die Muttersprache von 55,48 % der Bevölkerung, spanisch sprachen 38,58 % und 5,94 % hatten eine andere Muttersprache.

## Kultur und Sehenswürdigkeiten

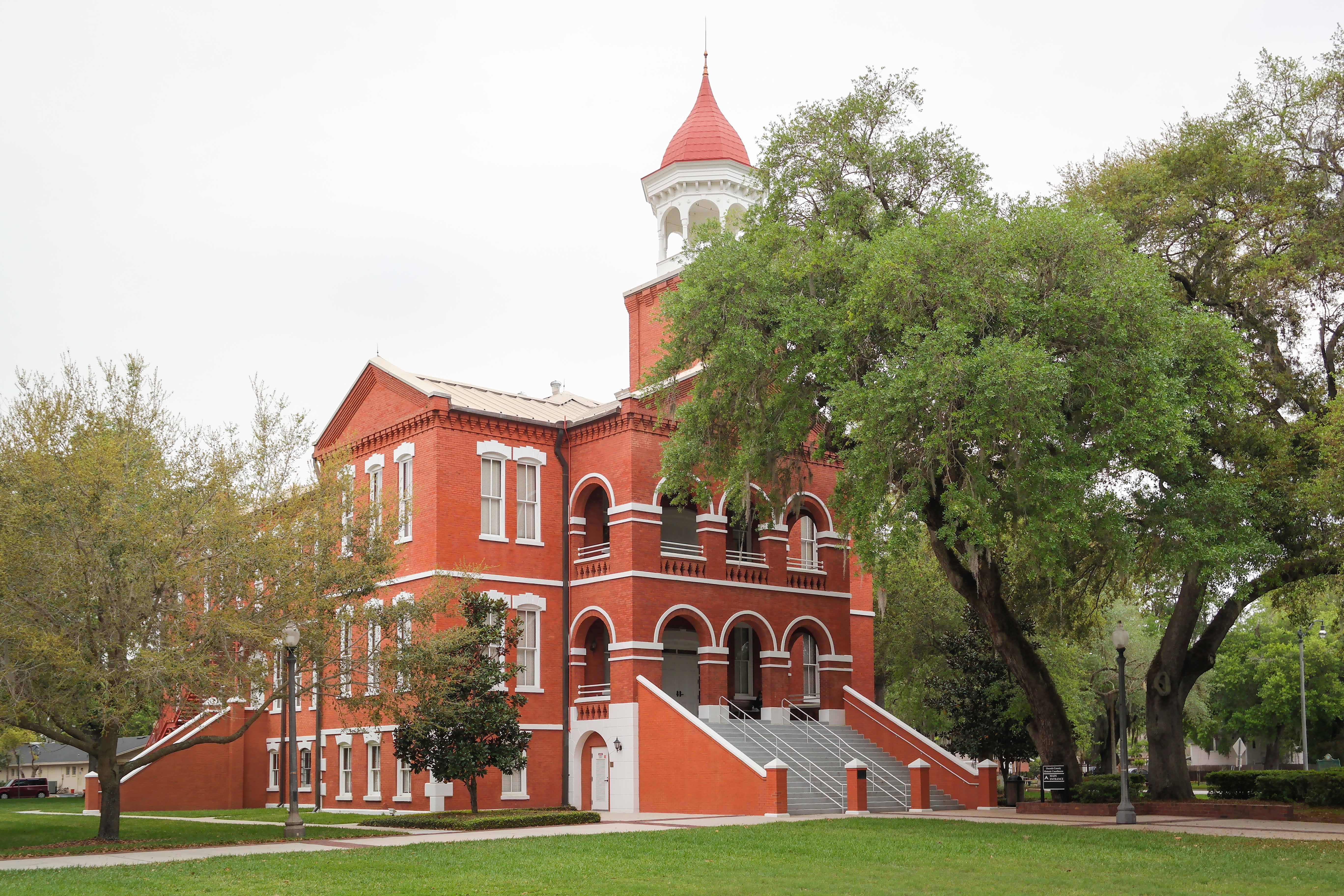
Osceola County Courthouse (2014). Das ehemalige Gerichts- und Verwaltungsgebäude des County wurde im Jahr 1890 im Stile der Neuromanik errichtet. Das Courthouse wurde im August 1977 als erstes Objekt des County in das NRHP eingetragen.

Zehn Bauwerke und „historische Bezirke“ (Historic Districts) im Osceola County sind im National Register of Historic Places („Nationales Verzeichnis historischer Orte“; NRHP) eingetragen (Stand 13. Februar 2023), darunter das ehemalige Verwaltungs- und Gerichtsgebäude des County, zwei Kirchen und ein Gasthaus.

## Weiterführende Bildungseinrichtungen
- Stetson University in Celebration
- Florida Christian College in Kissimmee

## Orte im Osceola County
Orte im Osceola County mit Einwohnerzahlen der Volkszählung von 2010:
Cities:
- Kissimmee (County Seat) – 59.682 Einwohner
- St. Cloud – 35.183 Einwohner

Census-designated places:
- Buenaventura Lakes – 26.079 Einwohner
- Campbell – 2.479 Einwohner
- Celebration – 7.427 Einwohner
- Four Corners – 26.116 Einwohner
- Poinciana – 53.193 Einwohner
- Yeehaw Junction – 240 Einwohner